# San Miguel, Leyte

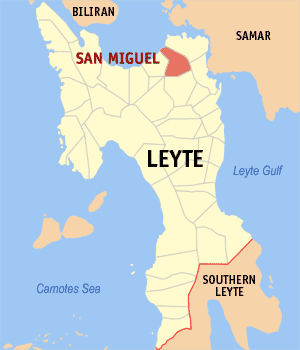
Bản đồ Leyte với vị trí của San Miguel

San Miguel là một đô thị hạng 5 ở tỉnh Leyte, Philippines. Theo điều tra dân số năm 2000 của Philipin, đô thị này có dân số 15.153 người trong 3.017 hộ.

## Các đơn vị hành chính
San Miguel được chia ra 19 barangay.
- Bagacay
- Bahay
- Bairan
- Cabatianuhan
- Canap
- Capilihan
- Caraycaray
- Libtong (East Poblacion)
- Guinciaman
- Impo
- Kinalumsan

- Lukay
- Malaguinabot
- Malpag
- Mawodpawod
- Patong
- Pinarigusan
- San Andres
- Santa Cruz
- Santol
- Cayare (West Poblacion)